# ريتشارد داير
ريتشارد داير (بالإنجليزية: Richard Dyer)‏ (24 يناير 1968 - ) هو لاعب كرة قدم بريطاني في مركز الهجوم. شارك مع منتخب مونتسرات لكرة القدم.

## وصلات خارجية
- ريتشارد داير على موقع الاتحاد الدولي (مؤرشف)  (الإنجليزية)
- ريتشارد داير على موقع ناشيونال فوتبول تيمز (الإنجليزية)